# Golfo de Vizcaya
El golfo de Vizcaya (en euskera: Bizkaiko golkoa; en francés: golfe de Gascogne) es un amplio golfo del océano Atlántico Norte localizado en la parte occidental de Europa. Se extiende desde el cabo Ortegal en Galicia (España) hasta la punta de Pern en la isla Ouessant, en Bretaña (Francia). Baña las costas de las comunidades autónomas españolas de Galicia, Asturias, Cantabria y el País Vasco, así como las regiones francesas de Nueva Aquitania, Países del Loira y Bretaña.
En España se considera el golfo de Vizcaya como la parte más oriental del mar Cantábrico, con la que se designa el mar litoral que baña la costa norte de España y la costa suroeste de Francia y que correspondería con lo que los romanos en el siglo I a. C. nombraron como Sinus Cantabrorum («bahía de los cántabros»). La parte más septentrional era denominada Sinus Aquitanus o Mare Aquitanicum (mar de los aquitanos).

## Delimitación de la Organización Hidrográfica Internacional (IHO)
La máxima autoridad internacional en materia de delimitación de mares, la Organización Hidrográfica Internacional («International Hydrographic Organization, IHO), considera el golfo de Vizcaya («Bay of Biscay») como un mar. En su publicación de referencia mundial, «Limits of oceans and seas» (Límites de océanos y mares, 3ª edición de 1953), le asigna el número de identificación 22 y lo define de la forma siguiente:

Una línea que une el cabo Ortegal con el extremo occidental de Ouessant (punta de Pern) a través de esta isla al extremo oriental del mismo (Lédénès) y desde allí, hacia el Este, sobre el paralelo 48º28' N hasta la costa de Bretaña.
Limits of oceans and seas, pág. 9.

## Geografía física

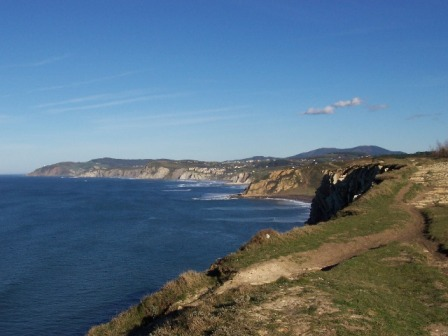
Vista Panorámica de los acantilados de Vizcaya.

La costa sur del golfo de Vizcaya es escarpada, con numerosos acantilados y playas y pequeñas bahías, generalmente en las desembocaduras de los ríos, que suelen formar rías. Destacan la rasa mareal de la costa guipuzcoana, entre Deba y Zumaya (extendiéndose hasta Ondárroa), y las playas de Gijón, Llanes, Santander, Laredo, Comillas, Laga, Deba, Zarauz o San Sebastián. En contraste, la costa francesa es recta, baja y arenosa, con dunas y numerosos pantanos desde el sur hasta la desembocadura del Loira; en el tercio norte, en Bretaña, alternan tramos rocosos y elevados con ensenadas, bahías y amplias playas de arena.
Los ríos que desembocan en la costa sur del golfo son de corto recorrido, como es típico en la vertiente cantábrica. En cambio, los ríos de la costa este, como el Garona (que desemboca en Burdeos) y el Loira, tienen un recorrido más largo, aunque en Bretaña vuelven a ser de curso corto. Entre los ríos españoles destacan el Nalón, el más largo y caudaloso de la región, el Nervión, que forma la ría de Bilbao, y el Bidasoa, que marca parte de la frontera entre Francia y España.
La corriente de Navidad consiste en aguas cálidas superficiales que fluyen por la costa atlántica de la península ibérica de sur a norte y por la costa cantábrica de oeste a este, hasta chocar con la costa continental francesa y desplazarse al norte. Esta corriente es más activa entre noviembre y marzo, en una franja de aproximadamente 50 km de ancho. Los vientos fuertes del suroeste que la generan se originan con las bajas presiones centradas sobre las islas Británicas y el mar del Norte, combinadas con el anticiclón de las Azores. 
Su importancia es muy relevante. Así por ejemplo, en el año 2002 tuvo un papel muy significativo en la expansión del vertido de fuel procedente del naufragio del buque Prestige y que la mancha de viscosidad pudiese llegar hasta las costas francesas desde más allá de La Coruña en Galicia.
En cuanto a la batimetría, el golfo de Vizcaya presenta dos plataformas continentales separadas por una amplia llanura abisal con una profundidad máxima de 2789 m. Esta llanura se formó por la separación y rotación de la placa ibérica con respecto a la placa eurasiática. El límite entre ambas plataformas está definido por la fosa de Capbreton, un estrecho fiordo submarino de 2100 m de profundidad y 150 km de largo que se acerca frente al puerto de Capbreton, en el departamento francés de Landas.
Esta disposición batimétrica y la orientación noroeste del golfo de Vizcaya lo hacen especialmente expuesto a los temporales provenientes del Atlántico Norte. La estrechez de la plataforma continental en la parte sur permite que las olas alcancen una altura considerable, especialmente frente a la fosa de Capbreton.[cita requerida]
En este golfo, el océano pasa de profundidades abisales de varios miles de metros a solo unos cientos, forzando a las corrientes marinas a ascender a la superficie. Cuando estas corrientes se encuentran con las olas y los vientos, se generan condiciones marinas extremas. En alta mar, cerca de La Coruña, los vientos se desvían al ser canalizados por los montes cantábricos, lo que puede dar lugar a olas verticales con huecos entre ellas de más de 6 a 8 metros de profundidad.

## Clima
El Atlántico nororiental, incluyendo esta región específica, experimenta un ciclo climático estacional que ejerce una influencia profunda en el ecosistem. Este ciclo se manifiesta a través de tres factores clave interconectados que varían a lo largo del año: la intensidad y duración de la exposición solar, la transferencia de calor entre la atmósfera y el océano, y el estrés mecánico en la superficie oceánica generado por los vientos.
Al comenzar el invierno, el tiempo se vuelve riguroso. Las depresiones entran por el oeste con mucha frecuencia y, o bien se desplazan hacia el norte, en dirección a las islas británicas, o bien entran en el valle del Ebro, se secan y acaban renaciendo en forma de potentes tormentas al llegar al mar Mediterráneo. Estas depresiones provocan mal tiempo en la mar y traen a sus costas lluvias ligeras aunque muy constantes (conocidas como orballo, sirimiri, morrina, orbayu, orpin o calabobos). 
El golfo es conocido también por sus condiciones climáticas adversas, especialmente en invierno, con fuertes tormentas que han causado numerosos naufragios a lo largo de la historia.
Entre primavera y otoño, si la presión baja rápidamente, se pueden formar potentes turbonadas asociadas con tempestades, lluvias, tormentas o incluso tornados, denominadas galernas. Estas se desplazan rápidamente a lo largo de la costa del oeste-noroeste.
La Corriente del Golfo entra en la bahía siguiendo el borde de la plataforma continental en sentido contrario a las agujas del reloj (la Corriente de Rennell), manteniendo temperaturas moderadas durante todo el año.[cita requerida]

## Geografía biológica

Mapa batimétrico del Mar Céltico y el Golfo de Vizcaya.

La pesquería del golfo de Vizcaya es similar a la del mar Cantábrico. Está muy explotada y hay muchas especies que están en peligro serio de extinción, como el besugo, la merluza e incluso la anchoa. Otras, como el verdel y el bonito, gozan de buena salud y se explotan regularmente. Algunas especies ya han desaparecido del golfo de Vizcaya, como la ballena franca glacial, cuyo último ejemplar se cazó en Orio a principios del siglo XX. Estas ballenas solían venir al golfo para alimentarse y probablemente también para parir, pero las actividades balleneras de la población local casi las aniquilaron en algún momento antes de la década de 1850. La población oriental de esta especie se considera casi extinguida, y no ha habido registros de ballenas francas en el Golfo de Vizcaya, excepto una pareja en 1977 (posiblemente una madre y su cría) a 43°00′N 10°30′W, y otra pareja en junio de 1980. Otros registros de finales del siglo XX incluyen uno frente a Galicia a 43°00′N 10°30′W en septiembre de 1977 notificado por una compañía ballenera.
No obstante, es una buena región para la observación de mamíferos marinos. Los transbordadores de Gijón a Nantes/Saint-Nazaire, de Portsmouth a Bilbao y de Plymouth, Portsmouth y Poole a Santander ofrecen una de las formas más cómodas de ver cetáceos en aguas europeas. Es frecuente que  grupos especializados tomen los transbordadores para obtener más información, como observar y monitorizar regularmente la actividad de los cetáceos desde ellos. En esta zona pueden verse muchas especies de ballenas y delfines. Es uno de los pocos lugares del mundo donde se han observado con cierta frecuencia los zifios, como el zifio de Cuvier.
Las mejores zonas para ver a los cetáceos de mayor tamaño se encuentran en las aguas profundas más allá de la plataforma continental, particularmente sobre el Cañón de Santander y el Cañón de Torrelavega en el sur de la Bahía.
El alga Colpomenia peregrina fue introducida y observada por primera vez en 1906 por los pescadores de ostras del Golfo de Vizcaya.
El Grammatostomias flagellibarba (pez dragón sin escamas) es autóctono de estas aguas.
El Golfo cuenta con importantes recursos pesqueros, lo que ha fomentado la pesca, pero también la sobreexplotación de algunos de estos recursos naturales; 28 de las 34 poblaciones de peces se encuentran en mal o muy mal estado. Por ejemplo, la población de lenguado común (Solea solea) está sobreexplotada, la biomasa reproductora disminuye desde 1993 y las capturas se concentran cada vez más en las clases más jóvenes. La anguila europea también está amenazada por la sobrepesca en los estuarios, la pesca furtiva de angulas y la contaminación del agua En Nueva Aquitania, esta especie, que antaño era una de las más comunes, ha sido clasificada recientemente[¿cuándo?] en la lista roja de especies de peces amenazadas.

## Geografía humana

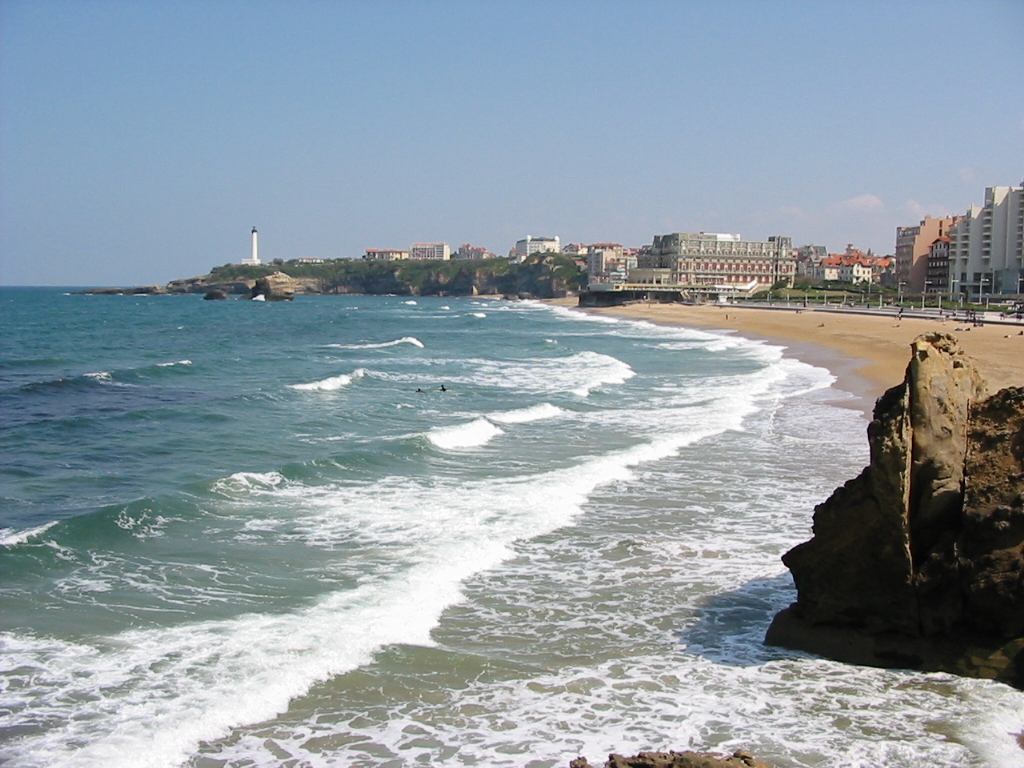
Faro y playa de Biarritz (Pirineos Atlánticos, Francia).

Desde la antigüedad el golfo de Vizcaya ha sido una zona de tránsito naval importante. La característica de su ubicación y forma ha potenciado que se usara para la navegación entre la costa occidental continental y el norte peninsular, y entre estos puntos y las islas británicas (a diferencia de la región occidental del mar Cantábrico, las costas gallega y asturiana, donde se propiciaron las rutas hacia y desde Irlanda). Hay servicios regulares de ferry entre Bilbao y Portsmouth, Gijón y Nantes, y entre Santander y Plymouth.
Comprende importantes puertos comerciales, como los de Avilés, Gijón, Santander, Bilbao, Pasajes, Bayona (Francia), Burdeos, La Rochelle, Nantes o Lorient, y pesqueros como los de Vivero, Burela, Luarca, Cudillero, Candás, Llanes, San Vicente de la Barquera, Santoña, Laredo, Castro-Urdiales, Bermeo, Ondárroa, Guetaria, San Juan de Luz, Les Sables-d'Olonne o Concarneau.

#### Nombre en lenguas usadas en sus costas o cercanas
El nombre de este golfo en otros idiomas es:
- Asturiano: Mar Cantábricu
- Euskera: Bizkaiko golkoa
- Bretón: pleg-mor Gwaskogn
- Francés: golfe de Gascogne (nombre de Gascuña, Francia)
- Gallego: golfo de Biscaia
- Occitano: golf de Gasconha
- Latín: Sinus Biscaiensis (Clásico: Cantabricus, Cantabrorum, Gallaecum)
- Irlandés: Bá na Bioscáine
- Inglés: Bay of Biscay
- neerlandés: Golf van Biskaje

### Historia
Fue bautizado por los romanos en el siglo I a. C. como Sinus Cantabrorum (Bahía de los Cántabros) y también, Mare Gallaecum (Mar de los Gallegos). En algunos mapas medievales, el Golfo de Vizcaya aparece marcado como El Mar de los Vascos
A lo largo de los siglos, el Golfo de Vizcaya ha sido escenario de numerosos enfrentamientos navales célebres. En 1592, los españoles derrotaron a una flota inglesa durante la Batalla del Golfo de Vizcaya. La campaña de Vizcaya de junio de 1795 consistió en una serie de maniobras y dos batallas libradas entre la Flota Británica del Canal y la Flota Francesa del Atlántico frente a la costa sur de Bretaña durante el segundo año de las Guerras Revolucionarias Francesas. El USS Californian se hundió en este golfo tras chocar contra una mina naval el 22 de junio de 1918. En 1920, el SS Afrique se hundió tras perder potencia y quedar a la deriva en un arrecife durante una tormenta, con la pérdida de 575 vidas. El 28 de diciembre de 1943 se libró la Batalla del Golfo de Vizcaya entre el HMS Glasgow y el HMS Enterprise, y un grupo de destructores alemanes como parte de la Operación Stonewall durante la Segunda Guerra Mundial. El U-667 se hundió el 25 de agosto de 1944 en la posición 46°00′N 01°30′W, al chocar contra una mina. Se perdieron todos sus tripulantes.
El 12 de abril de 1970  el submarino soviético K-8 se hundió en el Golfo de Vizcaya debido a un incendio que inutilizó los reactores nucleares del submarino. El intento de salvar el submarino fracasó, provocando la muerte de cuarenta marineros y la pérdida de cuatro torpedos nucleares.

### Presiones antropogénicas
En el Golfo hay eutrofización y  turbidez excesiva, fuente de asfixia y colmatación del fondo. Se identifican factores como la sobrepesca y localmente la pesca furtiva de angulas, la extracción selectiva de materiales, las urbanizaciones costeras, los efectos destructivos de la pesca de arrastre en los fondos marinos, diversas contaminaciones marinas, tanto accidentales como crónicas, depósitos submarinos de municiones, contaminación acústica, perturbación de la fauna, y probablemente, al menos localmente, cambios en el régimen de temperatura y salinidad.
Los delfines son víctimas frecuentes de las redes de los pescadores, aunque su pesca es ilegal desde 2011 (pero tolerada si es accidental).
Según la asociación France Nature Environnement, el golfo de Vizcaya "está amenazado de convertirse en una zona muerta" (aguas que contienen muy poco oxígeno, lo que provoca el enrarecimiento de la fauna marina) debido a la contaminación por detergentes petroquímicos. Pide a los poderes públicos que reaccionen en consecuencia.
Desde finales de la década de 1960 hasta 1983, varios países vertieron residuos radiactivos en diferentes partes del océano Atlántico, siendo el golfo de Vizcaya uno de ellos.